# La Bretonnière-la-Claye
La Bretonnière-la-Claye is een gemeente in het Franse departement Vendée (regio Pays de la Loire) en telt 488 inwoners (1999). De plaats maakt deel uit van het arrondissement La Roche-sur-Yon.

## Geografie
De oppervlakte van La Bretonnière-la-Claye bedraagt 13,0 km², de bevolkingsdichtheid is 37,5 inwoners per km².
De onderstaande kaart toont de ligging van La Bretonnière-la-Claye met de belangrijkste infrastructuur en aangrenzende gemeenten.

## Demografie
Onderstaande figuur toont het verloop van het inwonertal (bron: INSEE-tellingen).